# 백수초등학교 백수동분교
백수초등학교 백수동분교는 대한민국 전라남도 영광군에 존재했던 공립 초등학교이다.

## 학교 연혁
- 1939년 7월 10일 백수동공립심상소학교 개교
- 1941년 4월 1일 백수동공립국민학교로 개칭
- 1950년 4월 1일 백수동국민학교로 개칭
- 1967년 7월 21일 길용분교장 설립인가
- 1995년 3월 1일 길용분교장 통폐합
- 1996년 3월 1일 백수동초등학교로 개칭
- 2000년 3월 1일 백수초등학교 백수동분교장으로 편입
- 2016년 2월 29일 폐교[1]

## 참고 자료
- 백수초등학교백수동분교장 - 한국교육학술정보원 학교알리미